# I girasoli
I girasoli (prt: O Último Adeus; bra: Os Girassóis da Rússia) é um filme soviético-franco-italiano de 1970, dirigido por Vittorio De Sica e produzido por Carlo Ponti. O drama é estrelado por Sophia Loren e Marcello Mastroianni, com Ludmila Savelyeva fazendo o triângulo amoroso.
Foi o primeiro filme ocidental gravado no antigo bloco comunista. Il girasoli conta o drama de Giovana (Sophia Loren), que, após a Segunda Guerra Mundial, vai em busca de seu marido, desaparecido nos campos de batalha da União Soviética. A protagonista viaja por cidades e campos de girassóis soviéticos, com cenas filmadas nas cercanias de Moscou e de Poltava, na Ucrânia soviética.

## Sinopse
Giovanna, uma mulher italiana obstinada, está em uma busca desesperada para encontrar seu marido Antonio, que desapareceu nos campos de batalha da Segunda Guerra Mundial na Rússia. Fazendo a cansativa viagem por terra anos após o fim da guerra, ela rastreia Antonio e descobre que ele é um homem mudado.

## Elenco
| Ator                 | Papel                | Detalhes                      |
| -------------------- | -------------------- | ----------------------------- |
| Sophia Loren         | Giovanna             | Esposa italiana de Antonio    |
| Marcello Mastroianni | Antonio              | Soldado italiano desaparecido |
| Ludmila Savelyeva    | Masha (Maria)        | Esposa russa de Antonio       |
| Galina Andreyeva     | Valentina Ivanovna   | Funcionária soviética         |
| Anna Carena          | Mãe de Antonio       |                               |
| Germano Longo        | Ettore               | Segundo marido de Giovanna    |
| Nadya Serednichenko  | A camponesa russa    | Mulher no campo de girassóis  |
| Glauco Onorato       | O veterano           | Soldado que retorna da URSS   |
| Silvano Tranquilli   | Operário italiano    | Operário italiano na URSS     |
| Marisa Traversi      | Prostituta           | A mulher na estação           |
| Gunars Cilinskis     | Funcionário russo    | Ministério soviético          |
| Carlo Ponti, Jr.     | Bebê de Giovanna     | Não-creditado                 |
| Pippo Starnazza      | Funcionário italiano | Gabinete de Consulta          |

## Produção

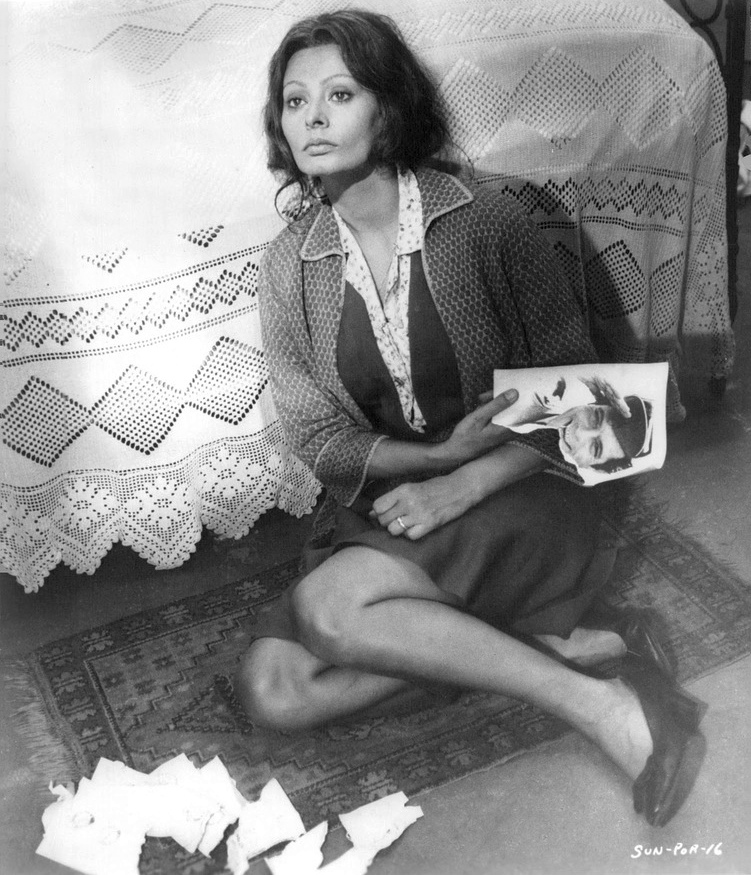
Giovanna (Sophia Loren) com uma foto do marido Antonio (Marcello Mastroiani).

I girasoli foi filmado na Itália e na União Soviética. Os locais de filmagem incluíram Bereguardo, Milão e Moscou; as cenas no cemitério foram filmadas na vila de Chernechiy Yar, região de Poltava, na SSR da Ucrânia. Com roteiro de Tonino Guerra e Cesare Zavattini, as filmagens foram concluídas em setembro de 1969. As filmagens na União Soviética foram realizadas em colaboração com a Mosfilm. Os Girassóis da Rússia é o primeiro filme da Europa Ocidental coproduzido pela União Soviética desde o início da Guerra Fria. Este foi o terceiro filme dirigido por Vitorio De Sica que traz como protagonistas o casal formado por Sophia Loren e Marcello Mastroianni. No total, Loren e Mastroianni trabalhariam juntos em mais 11 filmes.

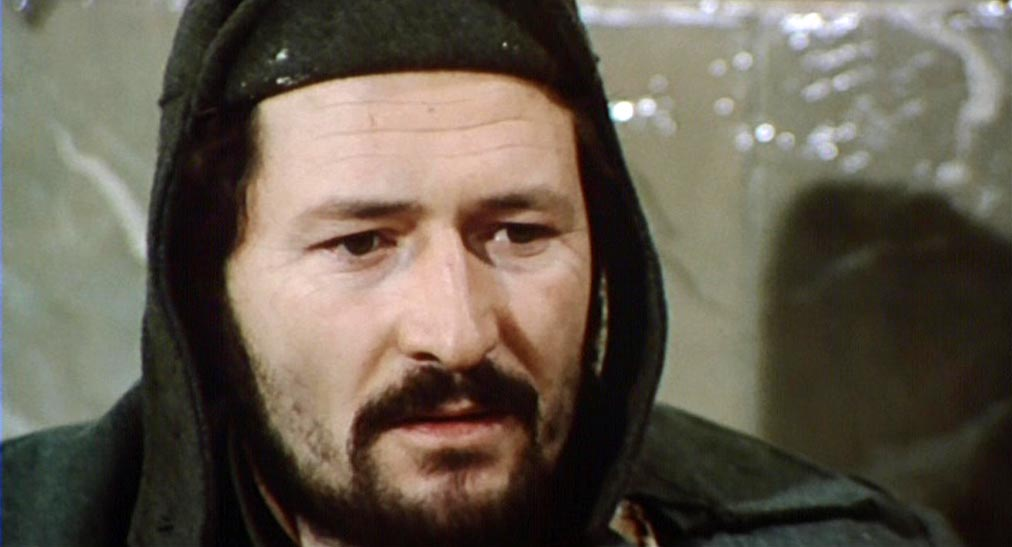
O veterano italiano (Glauco Onorato) que retornou da Rússia.

Na filmagem em Moscou, é visível a estação de metrô Leninskie Gory, a Galeria de Escadas Rolantes, a loja GUM e a Igreja do Arcanjo Miguel em Troparyovo. A cena na aldeia russa foi filmada em Kolomenskoye, e a cena em que a protagonista Sophia Loren pergunta sobre seu noivo em uma vila russa foi filmada em Zakharkovo. A cena da retirada dos italianos em Stalingrado foi filmada no gelo do rio Volga, perto da vila de Gorodnya, distrito de Konakovsky, na região de Kalinin. A cena em que Giovanna sai de casa e vai para a estação de trem é Kanatchikovsky Proezd, enquanto a cena da estação onde Giovanna embarca no trem é a estação Kanatchikovo. A cena em que Giovanna vê a casa do italiano foi filmada no museu-reserva Kolomenskoye, quando as casas dos agricultores coletivos “Gigante do Jardim” (em russo:  Огородный гигант, transl. Ogorodnyy gigant) ainda estavam preservadas. Giovanna atravessa o Portão Spassky até a casa onde Antonio deverá retornar em breve.
O clímax do filme foi filmado na Ucrânia, na região de Poltava, mostrando o cemitério de soldados italianos do ARMIR. A natureza de Poltava levou o diretor Vittorio De Sica a mudar o título provisório do filme para “Girassóis”. As filmagens duraram uma semana em julho de 1969 na vila de Chernechiy Yar, perto do famoso Dikanka de Gogol. Os italianos convidaram o diretor de cinema Andrei Konchalovsky a ser o segundo diretor. Durante as filmagens na Ucrânia, Sophia Loren passou pela capital Kiev, onde fez uma visita a Viktor Nekrasov, um veterano da Batalha de Stalingrado, em seu apartamento em Passage. O filme cita o poema “O Italiano” (em russo:  Итальянец, transl. Ital'yanets, 1943) de Mikhail Svetlov.

## Lançamento

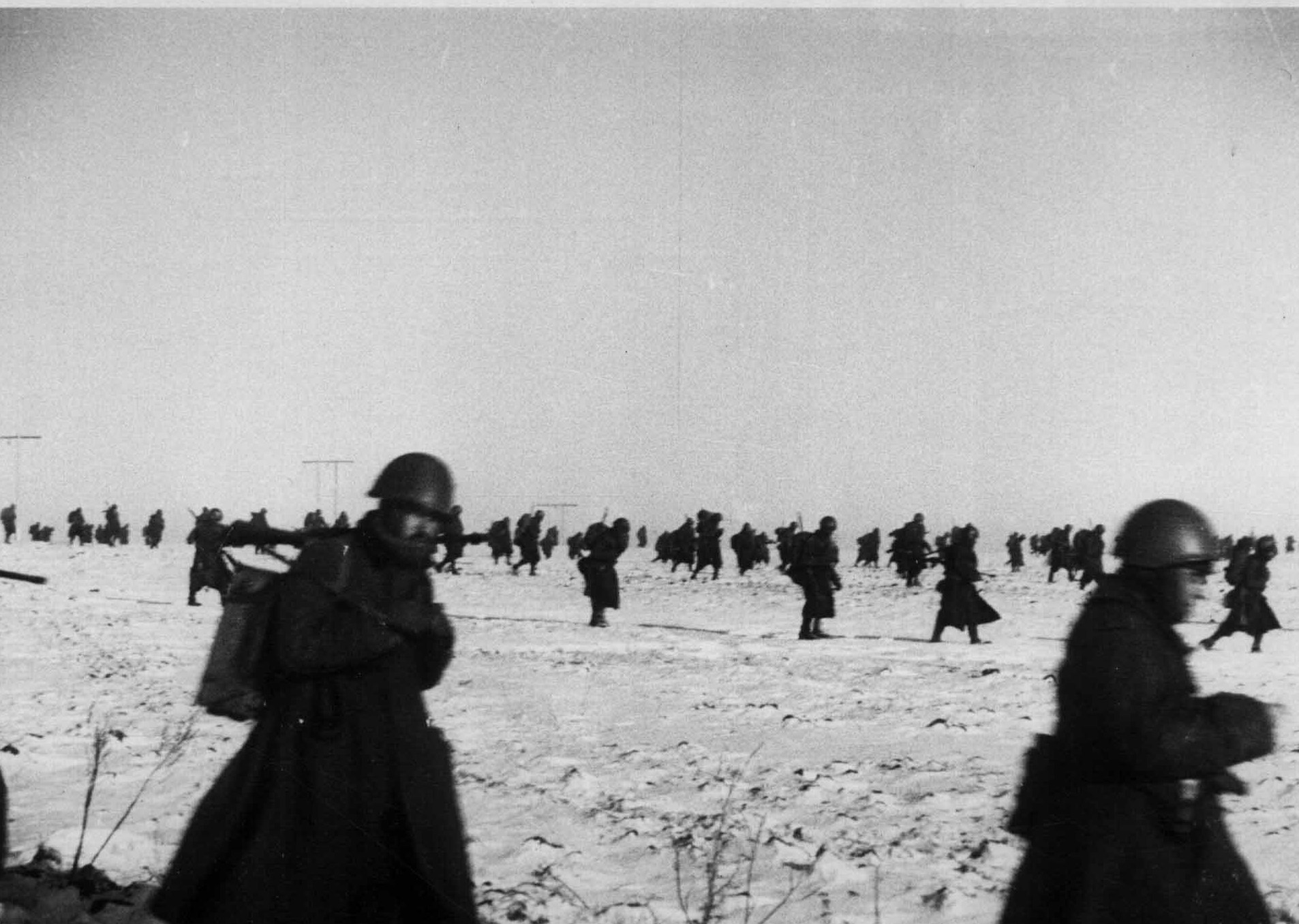
Foto real duma coluna italiana avançando para novas posições na União Soviética, no inverno de 1942.

Inicialmente, a estreia do filme deveria acontecer em 8 de março de 1970 em Moscou, mas devido às exigências do lado soviético para fazer alterações no corte já montado, removendo imagens do cemitério de soldados italianos, a estreia aconteceu em 13 de março de 1970 em Roma. O filme foi lançado em 19 de março de 1970 em cinco cidades da Itália, e mais 13 cidades por ocasião da Páscoa. Foi o primeiro filme italiano a ser dublado e exibido no Radio City Music Hall, em Nova York.
Os Girassóis da Rússia estreou em Moscou em junho de 1970, na presença de Sophia Loren e Carlo Ponti. A atriz italiana Sophia Loren e a atriz soviética Ludmila Savelyeva participam da cerimônia de boas-vindas no aeroporto em Moscou, em maio do mesmo ano. Os censores soviéticos não gostaram da trama, onde um invasor italiano continuou vivendo na URSS, e o filme teve apenas uma curta exibição nos cinemas. Sophia Loren era muito popular entre os russos, e já havia recebido um prêmio no Festival de Cinema de Moscou por sua atuação anterior com Mastroianni em Matrimonio all'italiana, e outros filmes italianos já haviam sido proibidos na URSS por serem "muito burgueses".

## Prêmios e indicações
| Prêmio             | Categoria            | Recipiente    | Resultado | Ref.   |
| ------------------ | -------------------- | ------------- | --------- | ------ |
| David di Donatello | Melhor atriz         | Sophia Loren  | Venceu    | [ 23 ] |
| Oscar 1971         | Melhor trilha sonora | Henry Mancini | Indicado  | [ 24 ] |